# Ischnopsyllus delectabilis
Ischnopsyllus delectabilis är en loppart som beskrevs av Smit 1952. Ischnopsyllus delectabilis ingår i släktet Ischnopsyllus och familjen fladdermusloppor. Inga underarter finns listade i Catalogue of Life.